# Fundació Prisba
Fundació Prisba és una fundació sense ànim de lucre creada al districte de Ciutat Vella de Barcelona el 1992 que vol donar resposta a les necessitats més urgents del barri i treballa per la millora de la qualitat de vida dels seus residents. Les seves línies d'actuació són:
- Realitzar serveis de qualitat adreçats a les persones més vulnerables (persones grans, econòmicament febles, immigrants, sense sostre, amb disminucions)
- Oferir llocs de treball a dones del Nucli Antic que, per diferents raons, tenen poques possibilitats d'accés al mercat de treball normalitzat

També porta a terme els següents projectes:
- Dues botigues de reciclatge i venda de roba de segona mà en perfectes condicions i a molt bon preu.
- Bugaderia Social.
- Centre de Dia per a Persones Grans.
- Menjador Social.
- Servei de dutxes.

Ha rebut la Medalla d'Honor de Barcelona el 2003.